# Ra (Album)
Ra ist das dreizehnte Studioalbum der deutschen Progressive-Rock- und Artrock-Band Eloy. Es erschien 1988 unter dem Label SPV.

## Musikstil
Das Konzeptalbum setzt sich kritisch mit den Themen Gen-Manipulation, dem menschlichen Wunsch nach Unsterblichkeit und der problematischen Vereinbarkeit von Natur und Technik auseinander.

## Entstehungsgeschichte
Ra war als Neuanfang gedacht, nachdem sich die Band nach Metromania und dem Soundtrack Codename Wildgeese aufgelöst hatte und nur noch aus der auf Frank Bornemann und Michael Gerlach reduzierten Besetzung bestand. Die Aufnahmen fanden in Bornemanns Horus Sound Studio in Hannover und dem Home Studio Gerlach in Berlin zusammen mit Gastmusikern statt. Abgemischt wurde das Album im Horus Sound Studio, Fairland Studio Bochum, Hansa Studios Berlin, Studio 55 München und der Klangwerkstatt Düsseldorf.
Das Coverart des Albums stammt vom Hannoveraner Künstler Michael Narten, der auch für spätere Alben der Band ausstattete.

## Besetzung
- Frank Bornemann: E-Gitarre, Gitarre, Gesang
- Michael Gerlach: Keyboards, Synthesizer

### Gastmusiker
- Achim Gieseler: Keyboards (4, 5)
- Stefan Höls: Bassgitarre (4), Begleitgesang (3, 5)
- Darryl van Raalte: bundloser E-Bass (3)
- Paul Harriman: E-Bass (2)
- Anette Stangenberg: Gesang (3, 4, 5)
- Diana Baden: Flüstergesang (3)
- Tommy Newton: E-Gitarre (2)
- Udo Dahmen: Schlagzeug (4)
- Sue Wist: Gesang (1)

### Technik
- Produktion: Frank Bornemann
- Tontechnik: Fritz Hilpert

## Titelliste
Die Titel wurden von Frank Bornemann und Michael Gerlach geschrieben, außer Invasion of a Megaforce und Rainbow von Bornemann und Achim Gieseler.

### Seite A
1. Voyager of the Future Race – 9:03
2. Sensations – 5:13
3. Dreams – 8:09

### Seite B
1. Invasion of a Megaforce – 7:45
2. Rainbow – 5:23
3. Hero – 6:53

## Rezeption
Das Album erwies sich für Eloy als „unerwarteter Erfolg“ und verkaufte sich über 60.000 Mal. In den deutschen Albumcharts platzierte es sich eine Woche und erreichte am 21. März 1988 Rang 62. Da Bornemann und Gerlach auf diesen Erfolg nicht vorbereitet waren, und die Gruppe keine vollständige Stammbesetzung hatte, scheiterte eine anschließende Tournee.
| ChartsChartplatzierungen | Höchstplatzierung | Wochen |
| ------------------------ | ----------------- | ------ |
| Deutschland (GfK)        | 62 (1 Wo.)        | 1      |